# Marshall Davidson Hatch
Marshall Davidson Hatch AM (* 24. Dezember 1932 in Perth) ist ein australischer Biochemiker und Pflanzenphysiologe.
Hatch studierte Biochemie an der Universität Sydney bei Frederick Robert Whatley (* 1924) und schloss dort 1954 mit dem Bachelor of Science with Honours (BSc (Hons)) ab. Von 1955 bis 1959 war er Research Scientist an der Pflanzenphysiologischen Abteilung der Commonwealth Scientific and Industrial Research Organisation (CSIRO) in Sydney bei Rutherford Ness Robertson  (1913–2001). 1959 wurde er zum Doctor of Philosophy (PhD) an der Universität Sydney promoviert und war anschließend bis 1961 Fulbright Fellow bei Paul Karl Stumpf (1919–2007) in der Abteilung für Biochemie an der University of California.
Von 1961 bis 1966 arbeitete Hatch als Research Officer and Head of Biochemistry am David North Plant Research Centre der Colonial Sugar Refining Co. Ltd. in Brisbane (Queensland) bei Kenneth T. Glasziou.
1967 erhielt er einen Lehrauftrag für Botanik an der University of Queensland und war von 1968 bis 1969 Leiter der biochemischen Abteilung am David North Plant Research Centre. Ab 1970 war er Leiter der botanischen Forschungsabteilung der CSIRO in Canberra.
Hatch entdeckte zusammen mit Charles Roger Slack den C4-Säurezyklus oder Hatch-Slack-Zyklus und ist Autor bzw. Koautor von mehr als 157 wissenschaftlichen Arbeiten.

## Ehrungen und Mitgliedschaften
- 1973 – Clarke-Medaille der Royal Society of New South Wales
- 1974 – Lemberg-Medaille der Australian Biochemical Society
- seit 1975 – Fellow der Australian Academy of Science (FAA)
- seit 1980 – Fellow der Royal Society (FRS)
- 1980/81 – Präsident der Australian Society of Plant Physiologists
- 1981 – Member des Order of Australia
- 1990 – Mitglied der National Academy of Sciences
- 1992 – Doctor honoris causa rer. nat. an der Universität Göttingen
- 1993 – Max-Planck-Forschungspreis (zusammen mit Hans-Walter Heldt)
- 2001 – Centenary Medal